# Ben-Zion Rubin

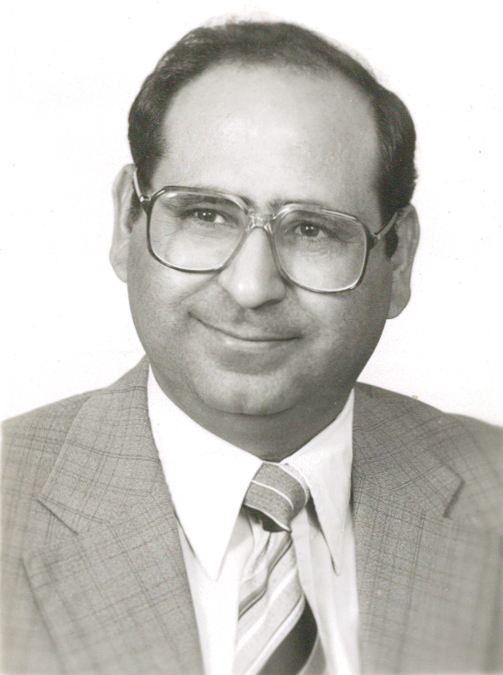
Ben-Zion Rubin

Ben-Zion Rubin (בן-ציון רובין‎; * 6. Januar 1939 in Tripolis) ist ein ehemaliger israelischer Politiker, der als Abgeordneter der Tami vom 11. August 1981 bis zum 13. September 1984 stellvertretender Minister für Wohlfahrt und Soziale Dienste war.

## Leben
Rubin wanderte 1949 im Rahmen der Alija nach Israel ein, wo er an der Hebräischen Universität Jerusalem auf Lehramt studierte. Später studierte er Journalistik an der Universität Tel Aviv. 1961 war er Mitglied des Mafdal. Bei den Wahlen 1977 gelangte er über die Wahlliste des Mafdal in die Knesset. Gegen Ende der Legislaturperiode verließ er Mafdal, um bei Tami von Aharon Abuchazira mitzuwirken. Bei den Wahlen 1981 stand er auf der Wahlliste von Tami und wurde am 11. August 1981 zum stellvertretenden Minister für Wohlfahrt und Soziale Dienste ernannt. Er verblieb bis zu den Wahlen 1984 in seinem Amt.

## Weblink
- Ben-Zion Rubin auf der Webseite der Knesset, abgerufen am 4. Januar 2025 (englisch)